# Max-Planck-Institut für Kohlenforschung
Das Max-Planck-Institut für Kohlenforschung hat seinen Sitz in Mülheim an der Ruhr. Forschungsschwerpunkt ist die Entwicklung selektiver Katalysatoren. Anders als die übrigen Max-Planck-Institute (außer das MPI für Nachhaltige Materialien), die rechtlich unselbständige Teile der Max-Planck-Gesellschaft (MPG) sind, ist dieses Institut eine gemeinnützige, selbständige rechtsfähige Stiftung des privaten Rechts. Zweck der Stiftung ist die Förderung der naturwissenschaftlichen Grundlagenforschung zum Wohl der Allgemeinheit. Stiftungsträger sind die Max-Planck-Gesellschaft, die Stadt Mülheim an der Ruhr und der Kohlebergbau.

## Geschichte

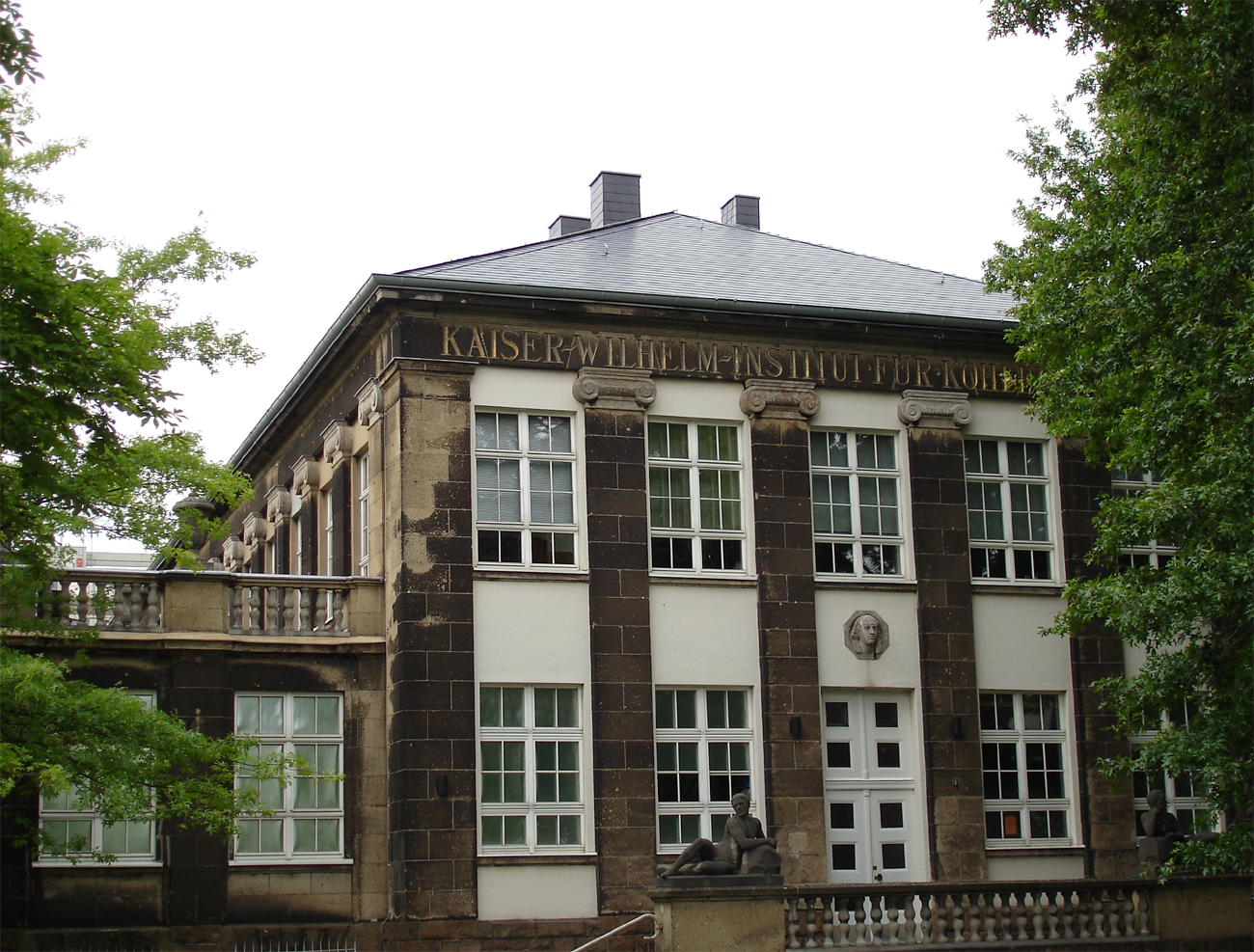
Der Altbau des MPI – erkennbar der Schriftzug: Kaiser-Wilhelm-Institut für Kohlenforschung

Gegründet wurde das Institut im Jahre 1912 als Kaiser-Wilhelm-Institut für Kohlenforschung, die Eröffnung erfolgte am 27. Juli 1914. Erster Direktor war Franz Fischer.
- 1925 wurde das Fischer-Tropsch-Verfahren zum Patent angemeldet. Mit diesem Verfahren gewinnt man bei normalem Druck Benzin aus Kohle. Das Verfahren ist benannt nach Franz Fischer und Hans Tropsch. Es wird noch heute (2018) z. B. vom Sasol-Konzern in Südafrika angewandt.[3]
- Seit 1948 gehört das Institut als Gründungsmitglied zur Max-Planck-Gesellschaft (MPG). Am 18. Juli folgte die offizielle Aufnahme in die MPG und die Umbenennung in Max-Planck-Institut für Kohlenforschung (rechtsfähige Stiftung) in Mülheim a. d. Ruhr, kurz Max-Planck-Institut für Kohlenforschung.[4]
- Am 17. November 1953 erhielt Karl Ziegler ein Patent auf sein Verfahren zur Herstellung von hochmolekularem Polyethylen. Die Lizenz wurde an die Hoechst AG verkauft und brachte zeitweise täglich 200.000 DM ein. Damit konnte sich das MPI bis in die 1990er Jahre selbst finanzieren. 1963 wurde Karl Ziegler aufgrund dieser Erfindung der Nobelpreis für Chemie verliehen.
- 1970 erhielt Kurt Zosel ein Patent auf sein Verfahren, mit dem man Koffein aus Kaffee extrahieren kann. Damit stellt man koffeinfreien Kaffee her.
- 1981 wurde das Institut für Strahlenchemie als Max-Planck-Institut für Strahlenchemie ausgegründet (jetzt umbenannt und neu ausgerichtet zum Max-Planck-Institut für Chemische Energiekonversion).
- Ab 1993 wurde das Institut in mehrere Abteilungen aufgeteilt.
- Am 6. Oktober 2021 erhielt der Direktor des Max-Planck-Institut für Kohlenforschung, Benjamin List, gemeinsam mit David MacMillan den Nobelpreis für Chemie für „die Entwicklung der asymmetrischen Organokatalyse.“[5]

## Organisation
Das Max-Planck-Institut für Kohlenforschung besteht aus fünf Abteilungen:
- Organische Synthese unter der Leitung von Tobias Ritter
- Homogene Katalyse unter der Leitung von Benjamin List
- Heterogene Katalyse unter der Leitung von Ferdi Schüth
- Metallorganische Chemie unter der Leitung von Alois Fürstner
- Molekulare Theorie und Spektroskopie unter der Leitung von Frank Neese

Zusammen mit dem Max-Planck-Institut für Chemische Energiekonversion, der Ruhr-Universität Bochum, der Universität Duisburg-Essen sowie der Universität Bonn wird die International Max Planck Research School on Reactive Structure Analysis for Chemical Reactions (IMPRS-RECHARGE) unterhalten.
2008 wurde das MPI für die Arbeiten von Karl Ziegler auf dem Gebiet der organischen und metallorganischen Chemie sowie der chemischen Katalyse von der Gesellschaft Deutscher Chemiker (GDCh) als Historische Stätte der Chemie ausgezeichnet.

## 100-jähriges Jubiläum 2014
Zum 100-jährigen Jubiläum des Instituts Mitte 2014 ist ein Sonderheft der Zeitschrift Angewandte Chemie erschienen, das umfassend über die Geschichte des Instituts und aktuelle Arbeitsgebiet informiert.

## Ziegler Vorlesungen
Seit 1980 vergibt das Max-Planck-Institut für Kohlenforschung nahezu jährlich in Zusammenarbeit mit der Stiftung der Frau und Tochter von Karl Ziegler die „Ziegler Vorlesung“. Die Preisträger im Überblick sind:
- 1980 – Klaus Hafner
- 1981 – Dieter Seebach
- 1982 – Malcolm L. H. Green
- 1983 – Ernst Otto Fischer
- 1984 – Heinz A. Staab
- 1987 – Wolfgang A. Herrmann
- 1988 – Manfred T. Reetz
- 1993 – Barry Trost
- 1994 – Ryōji Noyori
- 1995 – Stephen L. Buchwald
- 1996 – Alfons Baiker
- 1997 – Eric Jacobsen
- 1998 – John Meurig Thomas
- 1999 – Robert Grubbs
- 2000 – Rutger van Santen
- 2001 – John F. Hartwig
- 2002 – Gerhard Ertl
- 2003 – David Evans
- 2004 – Pierre A. Jacobs
- 2005 – Kendall Houk
- 2006 – Hisashi Yamamoto
- 2007 – Avelino Corma
- 2010 – Scott Denmark
- 2011 – Peter Chen
- 2012 – Matthias Beller
- 2013 – Dieter Enders
- 2015 – Stefan Grimme
- 2016 – Erick M. Carreira
- 2017 – Amir H. Hoveyda
- 2018 – Kyoko Nozaki
- 2019 – Bert Weckhuysen
- 2022 – David Milstein
- 2023 – Dean F. Toste
- 2024 – Véronique Gouverneur